# Aeroportul Municipal Elkin
Aeroportul Municipal Elkin (IATA: ZEF, ICAO: KZEF, FAA LID: ZEF) este un aeroport din Carolina de Nord, Statele Unite ale Americii ce deservește zona Elkin⁠(d). A fost numit după zona deservită.
Situat la o altitudine de 325 m, aeroportul dispune de 1 pistă.

## Infrastructură

### Piste
Aeroportul dispune de o singură pistă. Pista 07/25 are suprafața de asfalt și dimensiunile 4.001 picioare × 75 picioare. 